# 愛知県弥富野鳥園

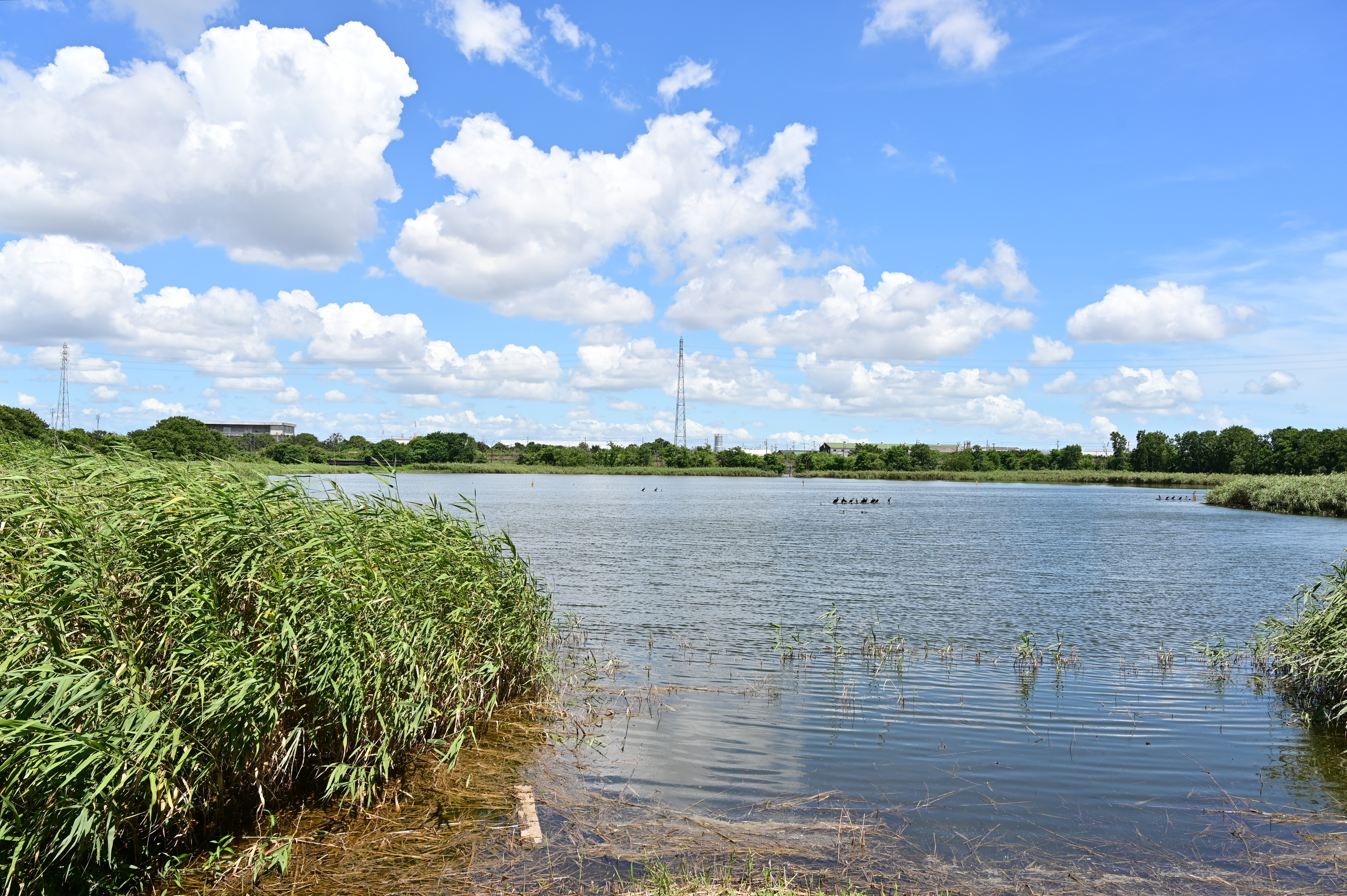
園内の野鳥保護区域

愛知県弥富野鳥園（あいちけん やとみやちょうえん）は愛知県弥富市にある野鳥の観察施設。

## 概要
「野鳥の保護、調査、観察等を通じて、野鳥の保護思想の普及啓発を図る」ことを目的として、渡り鳥など野鳥が多く見られる鍋田干拓地の一角に造成され、1975年（昭和50年）5月に開園した。約36ヘクタールの園地の内、約33ヘクタールを保護地（通常は一般来園者立入禁止）として草原や林、池や水路などを設けると共に約3ヘクタールを小公園として整備し、観察施設を兼ねた本館を置いている。本館は鉄筋コンクリート3階建てで、2階にはパネルや写真を展示する展示室と剥製を陳列する資料室があり、3階には6台の双眼望遠鏡を備えた展望室を設置している。また、探鳥会をはじめとする各種のイベント（公式サイトを参照）を開催しており、土・日・祝日には日本野鳥の会の観察指導員が来園して野鳥観察のアドバイスなどを行なっている。
園地内では開園以降200種を越える野鳥が観察されているほか、野性化したヌートリアが確認されている。

## 利用詳細
- 開園時間：9:00〜17:00
- 休園日：月曜日（祝日・国民の休日の場合は翌日）、年末年始（12月29日〜1月1日）
- 利用料：無料
  - 双眼鏡、単眼鏡、車椅子の無料貸出あり。

## アクセス
公共交通機関
- 近鉄名古屋線 弥富駅から弥富市巡回福祉バス B・Cコース「弥富野鳥園西」停留所下車（所要時間：約30分、火〜土曜のみ運行）。

自家用車
駐車場は普通自動車48台分、バス4台分用意している。
- 国道23号（名四国道）
  - 稲荷西交差点から愛知県道71号名古屋西港線（西尾張中央道）を南へ、約4km。

- 国道1号
  - 芝切交差点から愛知県道66号蟹江飛島線（西尾張中央道）を南へ、約9km。

- 伊勢湾岸自動車道
  - 飛島ICから愛知県道71号を西へ、約3km。
  - 弥富木曽岬ICから東へ、約2km。

- 東名阪自動車道
  - 蟹江ICから愛知県道65号一宮蟹江線（西尾張中央道）を南へ、約12km。